# Зирнинг
Зирнинг (нем. Sierning) — ярмарочная коммуна (нем. Marktgemeinde) в Австрии, в федеральной земле Верхняя Австрия. 
Входит в состав округа Штайр.  Население составляет 8984 человека (на 31 декабря 2005 года). Занимает площадь 38,2 км².

## Политическая ситуация
Бургомистр коммуны — Манфред Кальхмайр (СДПА) по результатам выборов 2003 года.
Совет представителей коммуны (нем. Gemeinderat) состоит из 37 мест.
- СДПА занимает 25 мест.
- АНП занимает 10 мест.
- АПС занимает 2 места.